# ماتیه ترویانوویچ
ماتیه ترویانوویچ (انگلیسی: Mate Trojanović؛ ۲۰ مه ۱۹۳۰ – ۲۷ مارس ۲۰۱۵) قایقران روئینگ اهل یوگسلاوی بود.
وی در مسابقات کشوری و بین‌المللی در مجموع برندهٔ ۱ مدال طلا شده‌است.